# Pontinus tentacularis
Pontinus tentacularis är en fiskart som först beskrevs av Fowler, 1938.  Pontinus tentacularis ingår i släktet Pontinus och familjen Scorpaenidae. Inga underarter finns listade i Catalogue of Life.